# Christopher A. Walsh

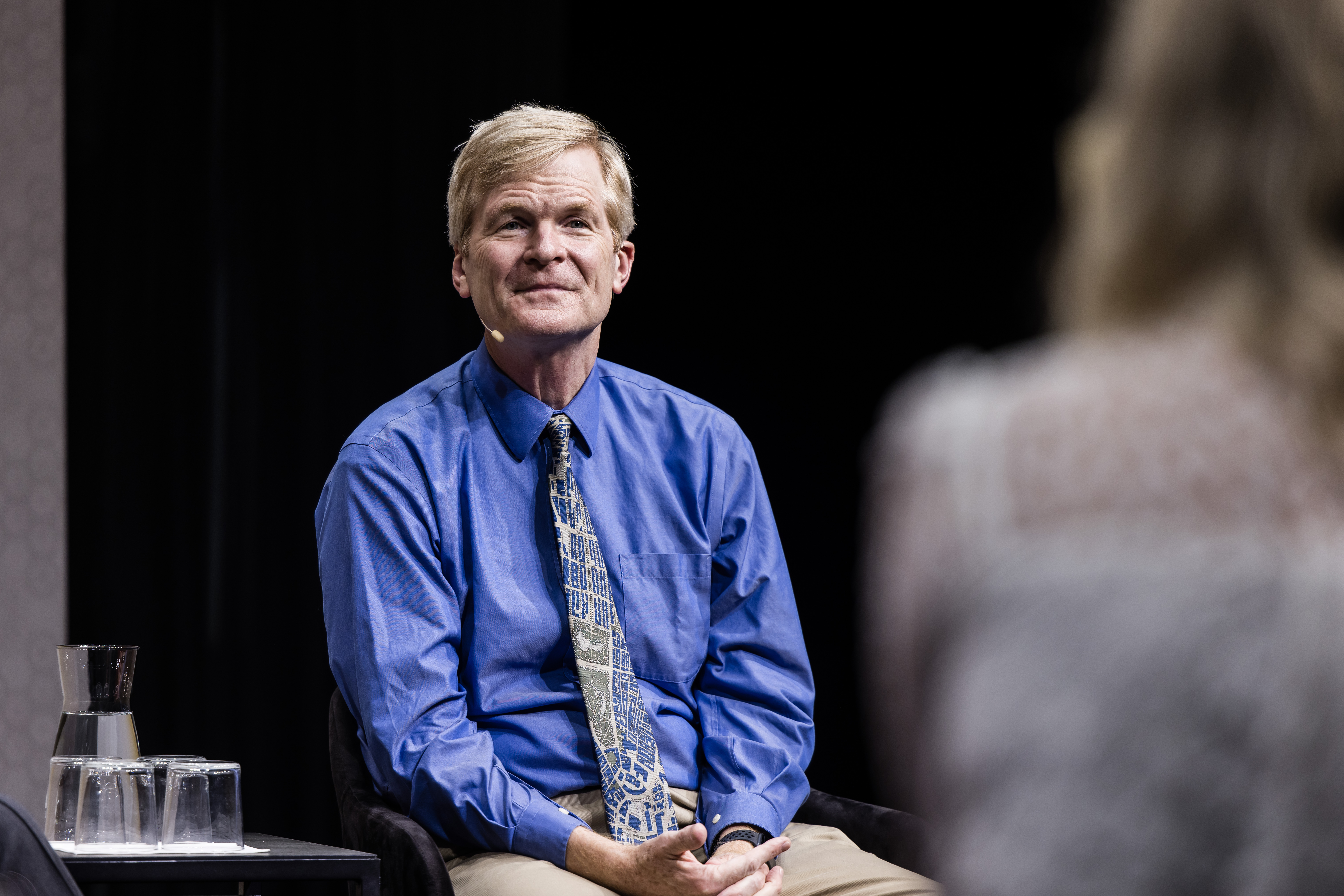
Christopher A. Walsh bei einem Interview im Rahmen der Kavli-Preisverleihung (2022)

Christopher A. Walsh (* 1957) ist ein US-amerikanischer Neurologe und Humangenetiker und Hochschullehrer an der Harvard Medical School.

## Werdegang
Walsh studierte Chemie an der Bucknell University mit dem Bachelor-Abschluss 1978 und Medizin an der University of Chicago mit dem M.D. 1985 und der Promotion zum Ph.D. in Biologie 1988. Seine Facharztausbildung (Residency) in Neurologie hatte er am Massachusetts General Hospital. Als Post-Doktorand war er an der Harvard Medical School, an der er 1993 Professor für Genetik wurde. Er ist dort seit 1999 Bullard Professor für Neurologie und Pädiatrie. Er leitet seit 2006 die Abteilung Genetik am Boston Children’s Hospital und ist Forscher des Howard Hughes Medical Institute.
Walsh forscht über grundlegende Mechanismen der Gehirnentwicklung und Gene, die für Nervenkrankheiten (z. B. Mikrozephalie, angeborene Formen von Autismus und Epilepsie) im Kindesalter verantwortlich sind. Außerdem untersucht er die Entwicklung des Gehirns auf Basis einzelner Zellen und Zell-Entwicklungslinien im Gehirn anhand der Abfolge von somatischen Mutationen bei Zellteilungen.
2003 bis 2007 leitete er das Doktorandenprogramm (M.D.-Ph.D. Training Program) in Medizin von Harvard und MIT.
2009 wurde Walsh Fellow der American Association for the Advancement of Science, 2015 Mitglied des Institute of Medicine (heute National Academy of Medicine), 2018 Mitglied sowohl der National Academy of Sciences als auch der American Academy of Arts and Sciences. 2015 erhielt er den Perl-UNC Neuroscience Prize, 2021 den Gruber-Preis für Neurowissenschaften. 2022 wurde er mit dem Kavli-Preis in Neuroscience ausgezeichnet.

## Schriften (Auswahl)
- mit E. Y. Snyder u. a.: Multipotent neural cell lines can engraft and participate in development of mouse cerebellum, Cell, Band 68, 1992, S. 33–51
- mit J. G. Gleeson u. a.: Doublecortin, a brain-specific gene mutated in human X-linked lissencephaly and double cortex syndrome, encodes a putative signaling protein, Cell, Band 92, 1998, S. 63–72
- mit J. W. Fox u. a.: Mutations in filamin 1 prevent migration of cerebral cortical neurons in human periventricular heterotopia, Neuron, Band 21, 1998, S. 1315–1325
- mit J. Gleeson, P. T. Lin, L. A. Flanagan: Doublecortin is a microtubule-associated protein and is expressed widely by migrating neurons, Neuron, Band 23, 1999, S. 257–271
- mit S. E. Hong u. a.: Autosomal recessive lissencephaly with cerebellar hypoplasia is associated with human RELN mutations, Nature Genetics, Band 26, 2000, S. 93–96
- mit A. Chenn: Regulation of cerebral cortical size by control of cell cycle exit in neural precursors, Science, Band 297, 2002, S. 365–369
- mit J. Imitola u. a.: Directed migration of neural stem cells to sites of CNS injury by the stromal cell-derived factor 1α/CXC chemokine receptor 4 pathway, Proc. Nat. Acad. Sci., Band 101, 2004, S. 18117–18122
- mit L. A. Weiss u. a.: Association between microdeletion and microduplication at 16p11. 2 and autism, New England Journal of Medicine, Band 358, 2008, S. 667–675
- mit S. J. Sanders u. a.: Multiple recurrent de novo CNVs, including duplications of the 7q11. 23 Williams syndrome region, are strongly associated with autism, Neuron, Band 70, 2011, S. 863–885
- mit S. H. Lee u. a.: Genetic relationship between five psychiatric disorders estimated from genome-wide SNPs, Nature Genetics, Band 45, 2013, S. 984
- mit B. I. Bae u. a.: Evolutionarily dynamic alternative splicing of GPR56 regulates regional cerebral cortical patterning, Science, Band 343, 2014, S. 764–768.
- mit S. De Rubeis u. a.: Synaptic, transcriptional and chromatin genes disrupted in autism, Nature, Band 515, 2014, S. 209–215
- mit S. S. Jamuar u. a.: Somatic mutations in cerebral cortical malformations, New Engl. Jour. Med., Band 371, 2014, S. 733–743.
- mit M. B. Johnson u. a.: Single-cell analysis reveals transcriptional heterogeneity of neural progenitors in human cortex, Nature Neuroscience, 18. Mai 2015, S. 37–46.
- mit S. J. Sanders u. a.: Insights into autism spectrum disorder genomic architecture and biology from 71 risk loci, Neuron, Band 87, 2015, S. 1215–1233
- mit M. Lodato, M. Woodworth, S. Lee u. a.: Somatic mutation in single human neurons tracks developmental and transcriptional history, Science, Band 350, 2015, S. 94–98